# Ingesund
Ingesund är ett skolkomplex på Östra Sund, den östra av två halvöar i Glafsfjorden vilka skapar ett sund som avgränsar Kyrkviken från resten av sjön. Ingesund gränsar till den sydligaste delen av Arvika tätort och har bussförbindelse med stadskärnan, dit gång- och cykelvägen är fyra kilometer lång och bilvägen fem kilometer.
Skolkomplexet rymmer Ingesunds folkhögskola och Musikhögskolan Ingesund. Skolorna är uppkallade efter ett bostadshus som kallades Ingesund av sin sista privata ägare, vars hustru hette Ingeborg. Byggnaden köptes 1926 av Västra Värmlands folkhögskola, som något senare bytte namn till Ingesunds folkhögskola. Sidoverksamheten Folkliga musikskolan (nuvarande musikhögskolan) fick med tiden egna byggnader väster om folkhögskolan. 
På skolområdet finns ett knappt hundratal internats- och studentrum.

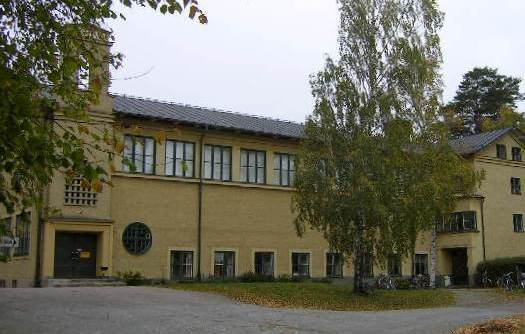
Musikhögskolan Ingesund
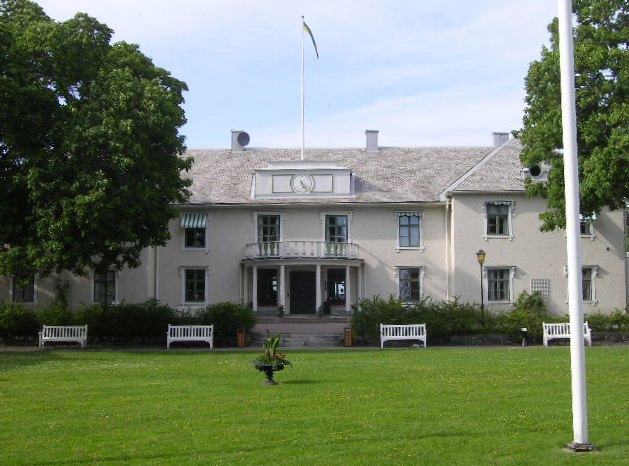
Ingesunds folkhögskola
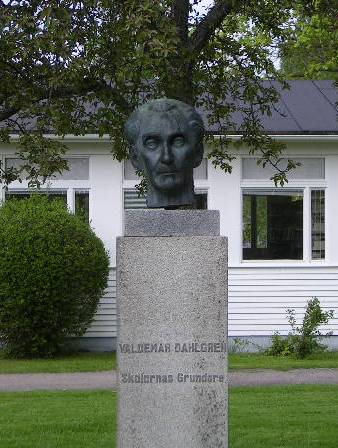
Grundaren Valdemar Dahlgrens byst